# Grzegorz Jaroszewski
Grzegorz Jaroszewski (* 12. Februar 1955 in Żyrardów; † 22. August 2022) war ein polnischer Radrennfahrer und nationaler Meister im Radsport.

## Sportliche Laufbahn
Jaroszewski war Spezialist für Querfeldeinrennen (heutige Bezeichnung Cyclocross). Zunächst begann er als Bahnradsportler und konnte in der Jugend mehrere Titel bei der polnischen Jugend-Spartakiade gewinnen. 1976 gewann er seinen ersten nationalen Titel im Querfeldeinrennen. Weitere Meisterschaften gewann er 1977, 1979–1982, 1984–1987. Zweimal wurde er Vize-Meister.
1976 startete er erstmals bei den UCI-Weltmeisterschaften (20. Platz). 1980 konnte er beim Sieg von Fritz Saladin die Bronzemedaille gewinnen. 1981 wurde er, nur knapp geschlagen, Zweiter hinter Miloš Fišera.